# John Profumo
Il Barone John Dennis Profumo, noto anche come Jack Profumo (Londra, 28 febbraio 1915 – Londra, 10 aprile 2006), è stato un politico britannico, ministro conservatore, la cui relazione con la spogliarellista Christine Keeler fu causa di uno scandalo, lo Scandalo Profumo, che screditò il governo britannico portandolo alla caduta nel 1963. Era sposato con l'attrice Valerie Hobson.

## Biografia
Era figlio di Albert Profumo, un avvocato di origini italiane che portava il titolo di IV barone Profumo, nobile famiglia residente nel Regno di Sardegna, attestata come originaria di Londra.
Fu educato alla scuola di Harrow e al Magdalen College di Oxford, ed entrò nel parlamento nel 1940 per il collegio di Kettering. All'epoca del suo ingresso era il più giovane membro del parlamento ed era l'ultimo sopravvissuto dei 41 membri del partito conservatore che votarono contro il proprio governo dopo il dibattito su Narvik del 7/8 maggio 1940, che ebbe come risultato le dimissioni del primo ministro Neville Chamberlain, cui sarebbe succeduto Winston Churchill. Profumo prestò servizio in Nord Africa durante la seconda guerra mondiale, raggiungendo il grado di Brigadiere e venendo nominato ufficiale dell'Ordine dell'Impero Britannico nel 1944.
Nel 1960 Profumo venne nominato Segretario di Stato per la Guerra (un incarico oggi obsoleto) nel governo di Harold Macmillan. Il 5 giugno 1963 si dimise a causa di uno scandalo politico noto come Scandalo Profumo, che ebbe origine da una breve relazione che il politico ebbe con una showgirl, Christine Keeler, che era sentimentalmente coinvolta anche con un funzionario dell'ambasciata sovietica.
Ritiratosi dalla vita pubblica, si impegnò nella beneficenza con la Toynbee Hall, della quale divenne presidente nel 1982. Anche se ormai pensionato, rimase presidente della Toynbee Hall fino alla morte, e fu coinvolto in diverse altre opere benefiche, tra cui la Attlee Foundation, di cui fu cofondatore nel 1967 assieme a Lord Longford e Roy Jenkins. Profumo venne nominato Commendatore dell'Ordine dell'Impero Britannico nel 1975. Suo figlio è il giornalista e scrittore David Profumo.
Nel novembre 2005 Profumo fece una delle sue rare apparizioni in pubblico in occasione delle celebrazioni per l'ottantesimo compleanno dell'ex-primo ministro Margaret Thatcher, anche se non rilasciò dichiarazioni. Un mese dopo apparve nuovamente in pubblico per una funzione in memoria di un altro ex-primo ministro, Edward Heath.
Profumo morì nel sonno il 10 aprile 2006, all'età di 91 anni.

## Lignaggio
John Dennis Profumo fu il 5º erede del titolo nobiliare creato dal re Carlo Alberto di Savoia, del quale tuttavia decise di non fregiarsi.
Il 30 novembre 1843, il re Carlo Alberto di Savoia creò il titolo nobiliare di Baron Profumo, di cui Antonio Profumo fu il primo esponente.

Il più noto Baron Profumo fu John Profumo, che rifiutò di fregiarsi di tale titolo. La Costituzione della Repubblica italiana dal 1948 non dà più alcun riconoscimento legale ai titoli nobiliari.
I Baron Profumo furono in ordine:
1. Antonio Profumo, I Baron Profumo (1788-1852);
2. Pietro Profumo, II Baron Profumo, segretario personale Cavour (1867);
3. Joseph Alexander Profumo, III Baron Profumo (n. 1849; emigrato nel Regno Unito nel 1850);
4. Albert Peter Anthony Profumo, IV Baron Profumo: barrister (1879-1940);
5. John Dennis Profumo, V Baron Profumo: politico inglese, noto per lo Scandalo Profumo (1915-2006);
6. David John Profumo, VI Baron Profumo: romanziere inglese, membro della FRSL (n. 20 ottobre 1955).